# Камара, Гастон
Гасто́н Камара́ (фр. Gaston Camara; 31 марта 1996, Комсар, Гвинея) — гвинейский футболист, нападающий клуба «Лейшойнш».

## Клубная карьера
Камара начал заниматься футболом в Гвинее, в 2013 году он присоединился к молодёжной команде итальянского клуба «Сантарканджело». Довольно быстро проявив себя, нападающий был взят в аренду на сезон «Интернационале». После окончания сезона 2014/15 руководство миланского клуба приняло решение заключить контракт с Гастоном на постоянной основе.
1 ноября 2014 года нападающий дебютировал в составе «Интера» в серии А, выйдя на замену вместо Гари Меделя в матче с «Пармой». До конца сезона 2014/15 Гастон провёл ещё одну встречу, вновь выйдя на замену в конце игры с «Сампдорией».
Летом 2015 года игрок был отдан в аренду на один год в «Бари», выступающий в Серии B. В 2016 году гвинейский нападающий перешёл на правах аренды в «Модену» до конца сезона.